# Simon Després
Simon Després-Bellavance (* 27. Juli 1991 in Laval, Québec) ist ein kanadischer Eishockeyspieler, der seit Juli 2024 bei den Glasgow Clan aus der britischen Elite Ice Hockey League (EIHL) unter Vertrag steht und dort auf der Position des Verteidigers spielt. Zuvor war Després unter anderem für die Pittsburgh Penguins und Anaheim Ducks in der National Hockey League (NHL) aktiv.

## Karriere
Simon Després begann seine Karriere bei Rousseau Sports de Laval-Bourassa in der Québec Midget Hockey League, einer regionalen Juniorenliga. Beim Entry Draft 2007 der Ligue de hockey junior majeur du Québec (LHJMQ) wurde der Spieler an erster Gesamtposition von den Saint John Sea Dogs ausgewählt. Der Defensivakteur wechselte daraufhin in die kanadische Major-Junior-Liga und wurde am Ende seiner Debütsaison in das LHJMQ All-Rookie-Team gewählt.
Beim NHL Entry Draft 2009 wurde Després in der ersten Runde an insgesamt 30. Position von den Pittsburgh Penguins selektiert. Am 7. Oktober 2009 unterschrieb er einen Einstiegsvertrag bei den Penguins. Der Abwehrspieler absolvierte anschließend noch zwei weitere Spielzeiten in der Québec Major Junior Hockey League. In den Play-offs der Saison 2010/11 erreichten die Sea Dogs wie im Vorjahr das Finale. Dort setzten sie sich gegen die Olympiques de Gatineau durch und gewannen erstmals den Coupe du Président. Després wurde anschließend in das LHJMQ First All-Star-Team gewählt; zusätzlich wurde er als bester Verteidiger der Liga mit der Trophée Émile Bouchard ausgezeichnet. Durch die LHJMQ-Meisterschaft erspielten sich die Saint John Sea Dogs auch eine Teilnahme am Memorial Cup 2011. Bei diesem Turnier setzten sich die Sea Dogs im Finale gegen die Mississauga St. Michael’s Majors aus der Ontario Hockey League durch und gewann ihren ersten Memorial Cup.

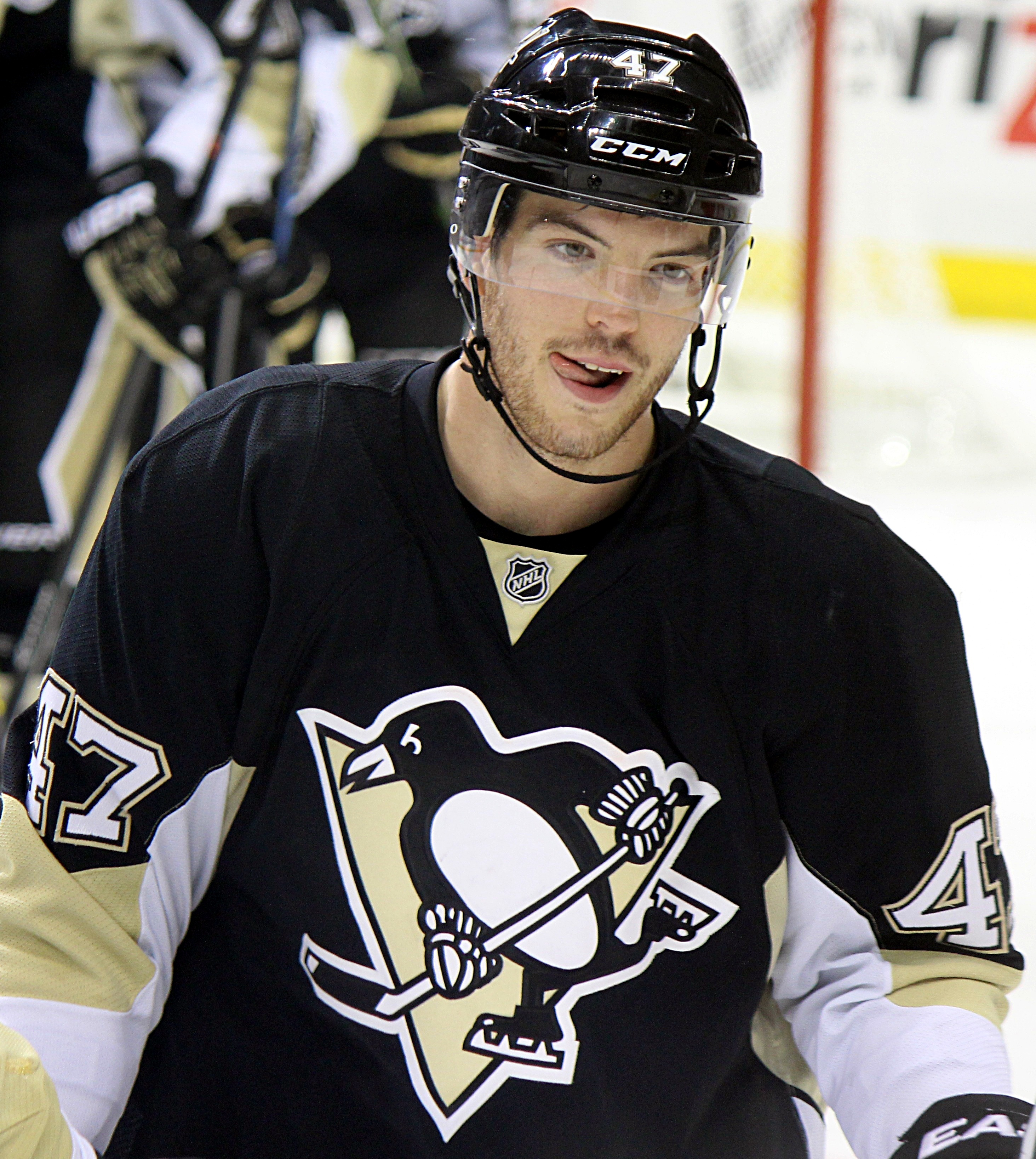
Despres im Trikot der Pittsburgh Penguins (2014)

In der folgenden Spielzeit debütierte Simon Després schließlich in der National Hockey League (NHL) für die Pittsburgh Penguins. Der Defensivakteur absolvierte in der NHL-Saison 2011/12 18 Partien für die Penguins, dabei erzielte er ein Tor sowie drei Torvorlagen. Den Großteil der Spielzeit verbrachte der Linksschütze bei Pittsburghs Farmteam Wilkes-Barre/Scranton Penguins in der American Hockey League (AHL). Im März 2015 gaben ihn die Penguins im Austausch für Ben Lovejoy an die Anaheim Ducks ab. Für die Ducks absolvierte er in der Saison 2016/17 infolge einer Gehirnerschütterung nur ein Pflichtspiel, bevor ihm das Team im Juni 2017 seine verbleibenden drei Vertragsjahre ausbezahlte (buy-out), sodass er fortan als Free Agent auf der Suche nach einem neuen Arbeitgeber war und diesen im August 2017 im HC Slovan Bratislava aus der Kontinentalen Hockey-Liga fand.
Im Herbst 2018 nahm er am Trainingslager der Canadiens de Montréal teil, erhielt aber nur ein Angebot für einen AHL-Vertrag, den er nicht annahm. Dennoch bestritt er im Dezember im Rahmen eines Probevertrags fünf Partien für die Rocket de Laval, das Farmteam der Canadiens in der AHL, bevor er sich im Februar 2019 den Kölner Haien aus der Deutschen Eishockey Liga anschloss. Dort unterzeichnete er einen Vertrag bis zum Ende der Spielzeit 2018/19. Anschließend stand er beim IK Oskarshamn unter Vertrag und war in der Folge ohne Anstellung. Seit Februar 2021 steht Després bei den Eisbären Berlin unter Vertrag und gewann mit diesen 2021 den deutschen Meistertitel. Im Frühjahr 2022 gewann er seinen zweiten deutschen Meistertitel mit den Eisbären, erhielt anschließend jedoch keine Vertragsverlängerung und wechselte für eine Spielzeit zum EC VSV in die multinationale ICE Hockey League. Im November fand er nach mehrmonatiger Vertragslosigkeit in den Nottingham Panthers aus der britischen Elite Ice Hockey League (EIHL) einen neuen Arbeitgeber. Dort spielte er bis zum Ende der Saison 2023/24, ehe er sich dem schottischen Ligakonkurrenten Glasgow Clan anschloss.

### International
Simon Després vertrat sein Heimatland mit der kanadischen Nationalmannschaft erstmals bei der U18-Junioren-Weltmeisterschaft 2009. Die Kanadier belegten bei diesem Turnier den vierten Platz. Després kam in diesem Turnier in sechs Partien zum Einsatz, dabei gelangen ihm zwei Assists. Seinen zweiten Einsatz auf internationaler Ebene hatte der Abwehrspieler bei der U20-Junioren-Weltmeisterschaft 2011. Bei diesem Wettbewerb gewann die kanadische Mannschaft nach einer Finalniederlage gegen die russische Auswahl die Silbermedaille.

## Erfolge und Auszeichnungen
| - 2008 LHJMQ All-Rookie-Team - 2009 Teilnahme am CHL Top Prospects Game - 2011 Coupe-du-Président-Gewinn mit den Saint John Sea Dogs - 2011 LHJMQ First All-Star-Team | - 2011 Trophée Émile Bouchard - 2011 Memorial-Cup-Gewinn mit den Saint John Sea Dogs - 2021 Deutscher Meister mit den Eisbären Berlin - 2022 Deutscher Meister mit den Eisbären Berlin |

### International
- 2008 Goldmedaille beim Ivan Hlinka Memorial Tournament
- 2011 Silbermedaille bei der U20-Junioren-Weltmeisterschaft

## Karrierestatistik

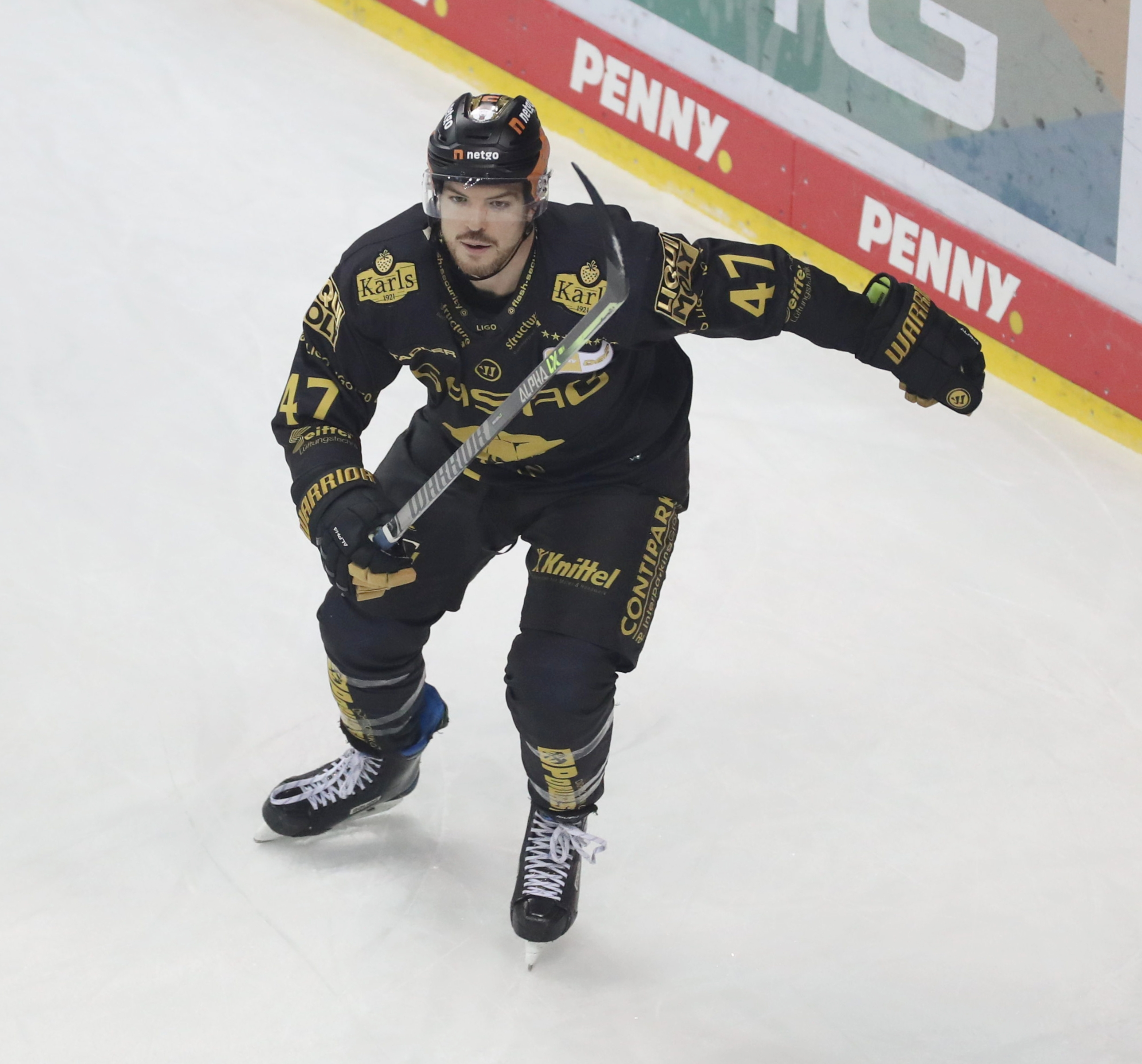
Després als Spieler der Eisbären Berlin (2021)

Stand: Ende der Saison 2023/24

### International
Vertrat Kanada bei:
- World U-17 Hockey Challenge 2008
- Ivan Hlinka Memorial Tournament 2008
- U18-Junioren-Weltmeisterschaft 2009
- U20-Junioren-Weltmeisterschaft 2011

(Legende zur Spielerstatistik: Sp oder GP = absolvierte Spiele; T oder G = erzielte Tore; V oder A = erzielte Assists; Pkt oder Pts = erzielte Scorerpunkte; SM oder PIM = erhaltene Strafminuten; +/− = Plus/Minus-Bilanz; PP = erzielte Überzahltore; SH = erzielte Unterzahltore; GW = erzielte Siegtore; 1 Play-downs/Relegation; Kursiv: Statistik nicht vollständig)